# Burg Döbeln
Die Burg Döbeln, früher Burg Doblin genannt, ist eine abgegangene Höhenburg auf einem Felssporn, dem  Schlossberg, in der Gabelung der Freiberger Mulde am Ostrand der Stadt Döbeln im Landkreis Mittelsachsen.

## Geschichte und Anlage
Die deutsche Burg Burg Doblin entstand nach 929 auf einer ursprünglichen Wallanlage mit dreieckiger Holz-Erde-Mauer auf einer Fläche von etwa 75 mal 50 Meter aus der Slawenzeit. 
Urkundlich wurde die Burg 981 erstmals erwähnt, als Otto der II. die Burg dem Kloster Memleben schenkte. Die Einwohner mussten das castrum Doblin, das bis dahin ein Burgwardum war, zum Schloss ausbauen. Seit dem 13. Jahrhundert war es eine Steinburg.
Im 15. Jahrhundert verlor die Burg ihre Bedeutung als Amtssitz der Stadt, verfiel und wurde vermutlich 1450 im Sächsischen Bruderkrieg zerstört. Die Reste der Burg wurden bis in das 18. Jahrhundert als Steinbruch genutzt und von 1867 bis 1869 zum Bau der Schloßbergschule und einer Turnhalle endgültig beseitigt. 